# Sokrates Giapapas
Sokrates Giapapas (* 13. April 1937 in Athen, Griechenland; † 9. Dezember 2020) war ein deutsch-griechischer Unternehmer, der vor allem durch seine vielfältigen Tätigkeiten in Südbrandenburg bekannt wurde.

## Leben und Werdegang
Sokrates Giapapas begann nach seiner Wehrdienstzeit in Griechenland ein Studium an der TU Berlin, das er 1968 als Diplom-Ingenieur für Verfahrenstechnik abschloss. 1970 kehrte er nach Griechenland zurück. Nach Tätigkeiten für verschiedene Unternehmen übernahm er Mitte des Jahres 1996 bei der Entstehung des Zweigwerkes der Fränkischen Rohrwerke in Schwarzheide die Leitung des neuen Standortes. Seit 1999 hatte er zusätzlich die technische Leitung des Dränbereichs Königsberg in Bayern und des Werks Bückeburg in Niedersachsen inne. Im Jahr 2000 initiierte Giapapas die Gründung eines Kunststoff-Kompetenzzentrums in Schwarzheide.
Am 28. April 2004 wurde ihm die Ehrenbürgerschaft der Stadt Schwarzheide verliehen. Im gleichen Jahr endete seine Tätigkeit als Standortleiter für die Fränkischen Rohrwerke. Als Berater des Managements blieb er ein weiteres Jahr für das Unternehmen tätig.
Ab dem Jahr 2005 übernahm er die Geschäftsführung des Zentrums für Entwicklung, Innovation und Technologie (Z.E.I.T. GmbH) und war seit 2006 als Präsident des Zentrums tätig. In Kooperation mit der BASF Schwarzheide förderte er das Netzwerk Integration der Wirtschaft und der Bildung sowie weitere Aktivitäten, insbesondere am Emil-Fischer-Gymnasium und der Justus-von-Liebig-Oberschule der Stadt Schwarzheide. Daneben war Giapapas im Beirat der Hochschule Lausitz, als Spender und Stifter städtischer Vereine und beim Beschäftigungspakt „ALTERnativen in der Lausitz“ sowie als „Botschafter 50plus“ aktiv.
Er starb Anfang Dezember 2020 im Alter von 83 Jahren.

## Werke
Privat entstandene Gedichte erschienen als Sammelbände, unter anderem: Festival Portoheli (Verlag Daidalos, 1992), Vom Winde Verweht (Verlag Daidalos, 1993), Erdträume (Etaireia Grafikon Texnon ABEL, 2001) und Träume aus Portoheli (Typografeio Diatton, Mai 2008). Beim Größenwahn Verlag aus Frankfurt am Main erschien 2012 seine Kurzgeschichte Immer in Bewegung als Teil der Anthologie Bewegt.

## Auszeichnungen
- 2004: Ehrenbürger der Stadt Schwarzheide[1]
- 2010: Verdienstorden des Landes Brandenburg und Europaurkunde des Landes Brandenburg[4]
- 2011: Ehrensenator der Hochschule Lausitz[5]
- 2013: Verdienstkreuz am Bande der Bundesrepublik Deutschland